# سومانت
سومانت (به انگلیسی: Sumanth) (زاده ۹ فوریهٔ ۱۹۷۵) بازیگر هندی است.
از کارهای معروف او می‌توان به بازی در فیلم‌های عالی، شهروند، قهرمان، سیتا رامام، دوشیزه، نزدیکتر دورتر و رهبر بزرگ اشاره کرد.